# Кайзер, Франц
| Открытые астероиды: 21 | Открытые астероиды: 21 |
| ---------------------- | ---------------------- |
| (717) Визибада         | 26 августа 1911        |
| (720) Болиния          | 18 октября 1911        |
| (721) Табора           | 18 октября 1911        |
| (738) Алагаста         | 7 января 1913          |
| (742) Эдисона          | 23 февраля 1913        |
| (743) Евгенида         | 25 февраля 1913        |
| (745) Мавриция         | 1 марта 1913           |
| (746) Марлу            | 1 марта 1913           |
| (759) Винифера         | 26 августа 1913        |
| (760) Массинга         | 28 августа 1913        |
| (761) Бренделия        | 8 сентября 1913        |
| (763) Купидон          | 25 сентября 1913       |
| (764) Гедания          | 26 сентября 1913       |
| (765) Маттиака         | 26 сентября 1913       |
| (766) Могунтия         | 29 сентября 1913       |
| (773) Ирминтрауд       | 22 декабря 1913        |
| (777) Гутенберга       | 24 января 1914         |
| (778) Теобальда        | 25 января 1914         |
| (786) Бредихина        | 20 апреля 1914         |
| (788) Гогенштейна      | 28 апреля 1914         |
| (1265) Швейкарда       | 18 октября 1911        |

Франц Кайзер (нем. Franz Kaiser; 25 апреля 1891 — 13 марта 1962) — германский астроном и первооткрыватель астероидов, который в период 1911 по 1914 год работал в обсерватории Хайдельберг над кандидатской диссертацией, параллельно сумев обнаружить в общей сложности 21 астероид. Эту диссертацию он защитил несколько месяцев спустя в 1915 году.
В знак признания его заслуг одному из астероидов было присвоено его имя (3183) Францкайзер.
Астероид (743) Евгенида открытый в 1913 году Кайзер назвал в честь своей дочери. В честь другой дочери назван астероид (746) Марлу также открытый в 1913 году. Астероид (778) Теобальда назван в честь отца астронома, а астероид (1265) Швейкарда назван в честь девичьей фамилии матери первооткрывателя.